# Locris aethiopica
Locris aethiopica är en insektsart som beskrevs av Carl Stål 1866. Locris aethiopica ingår i släktet Locris och familjen spottstritar. Inga underarter finns listade i Catalogue of Life.